# Savinelli

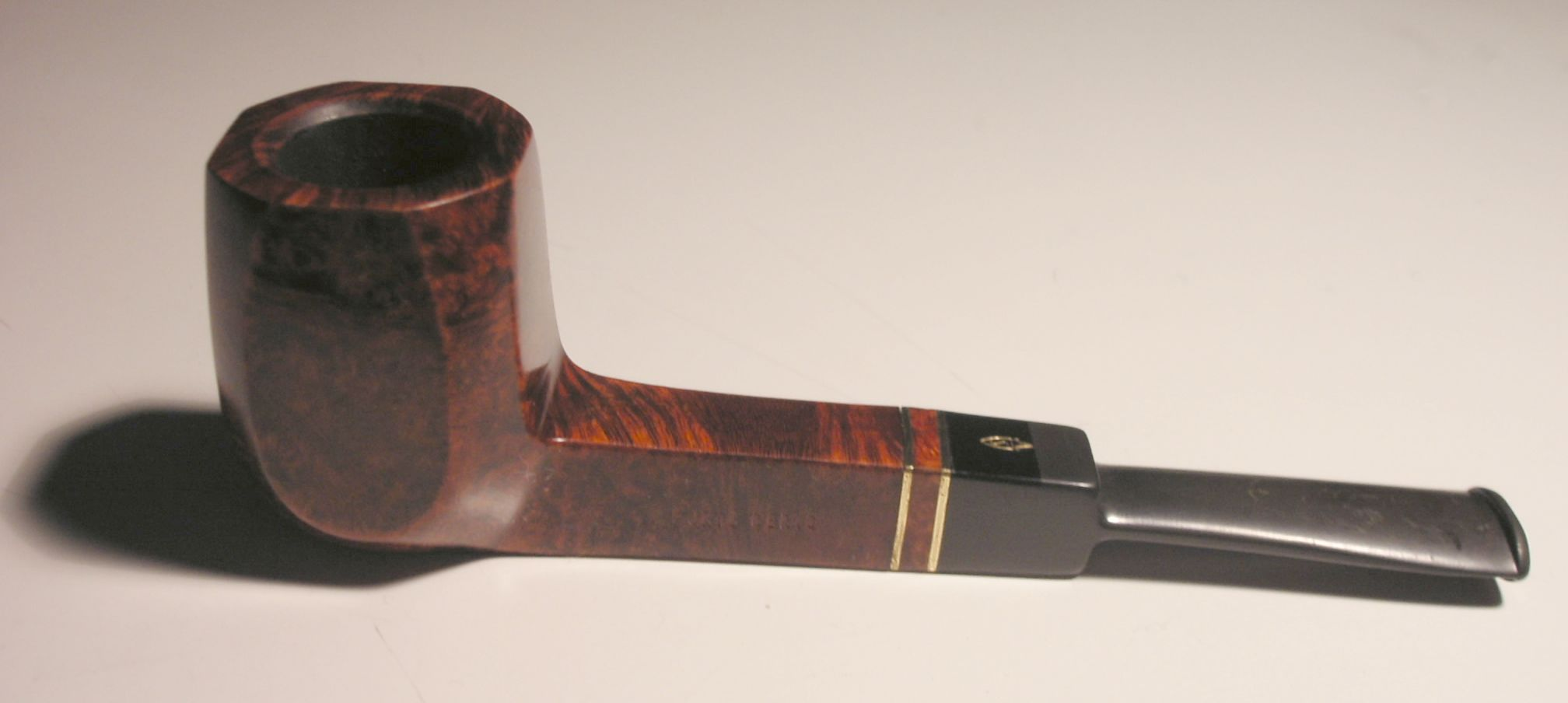
Pipa Savinelli de bruc

Savinelli és un fabricant de pipes italià, fundada per Achille Savinelli, qui va obrir en Milanoen l'any 1876 una de les primeres tendes dedicades exclusivament al tabac i els accessoris per fumar. La seva fàbrica de pipes va ser pionera en un moment en què el govern italià era el que tenia el monopoli del tabac. Achille va apostar per les pipes de bruc en un mercat dominat per les pipes d'argila i d'escuma de mar.

## Història
Achille va passar 14 anys promovent la seva empresa de pipes i creant una sòlida base de clients abans de passar el testimoni al seu fill, Carlo Savinelli, qui va dirigir la tenda durant els següents 50 anys. Carlo va augmentar l'exposició de la tenda en establir relacions amb clients en tot Milà.
En esclatar la Segona Guerra Mundial, la fàbrica Savinelli es va veure interrompuda durant cinc anys. En aquest moment, la matèria primera necessària es fabricava a l'estranger, malgrat la ferma reputació del país per produir el millor bruc de qualitat. Pipes Savinelli va reprendre la producció l'any 1948, competint amb grans marques de pipes com Dunhill o Comoy.

## Savinelli en l'actualitat
L'actual gerent d'exportacions de Savinelli és Lucca Fontana (març de 2019). La seu principal de la fàbrica està a Milà. Mentre que la fàbrica es troba en Barasso.

## Pipes fetes a mà
Una de les característiques principals de les pipes de la marca Savinelli és que estan fetes a mà.

## Submarques[calcitació]
| - Caimán - Amalfi - Arnold's - Aurelia - Baronet - Bruna - Cadet - Capitolio - Capri - Caramella - Chiara - Chocolat - Duca di Milano - Duca di Paolo - Estella | - Fiammata - Fuoco - Gaius - Giotto - Giubileo Oro - Grezza - Hércules - Horóscopo - Bromista - La roma - Línea Artesana - Línea Più - Lino - Lolita - Lollo | - Long John - Mezcla - Melita - Miele - Molinella - Monsieur - Natural - Ontario - Ópera - Oscar - Panamá - Panchchia - Desfile - Chiquita - Piazza di Spagna | - Bolsillo - Porto Cervo - Príncipe de Gales - Punto Oro - Qandale - Rimini - Riviera - Roley - Roma - Royal Oak - Samanda - Savinelli Ecume - Seta - Siena - Sigla | - Plata - Sistina - Soirée - Solario - Espiga - Primavera - Puesta de sol - Tevere - Tortuga - Toscana - Trevi - Tundra - Vaniglia - Virginia - Venere |